# Войска противовоздушной обороны Азербайджана
Войска противовоздушной обороны Азербайджана (азерб. Azərbaycan Hava Hücumundan Müdafiə Qoşunları) — род войск в составе Военно-воздушных сил Азербайджана.

## История
История войск ПВО Азербайджана и всего кавказского региона начинается с зенитно-артиллерийских частей и истребительно-авиационных отрядов Бакинской коммуны в 1918 и 11-й армии, действовавшей в Закавказье в 1920—1921. Начиная с 1930-х гг. район Баку прикрывался специально созданным 3-м корпусом ПВО.
В марте 1944 года по поставновлению ГКО на базе Закавказской зоны ПВО был создан Закавказский фронт ПВО с штабом в городе Тбилиси. В состав фронта было включено Бакинская армия ПВО, 2 и 8 отдельные бригады ПВО и 298 истребительную авиационную дивизию ПВО. Главная задача фронта состояла в ПВО района Баку и нефтепромыслов Апшеронского полуострова. В мае-октябре 1942 года в период активных действий немецких разведывательных самолётов в границах армии её боевой состав включал:
- 8-й истребительный авиационный корпус ПВО (6 истребительных авиационных полков);
- 7 зенитных артиллерийских полков;
- 1 полк зенитных пулемётов;
- 1 прожекторный полк;
- полк аэростатов заграждения;
- полк ВНОС и другие отдельные части.

В дальнейшем в связи с изменением границ ответственности в армию вошло до 7 зенитных артиллерийских бригад; 8-й истребительный авиационный корпус ПВО с апреля 1944 года по апрель 1945 года исключался из её состава.
Боевой задачей корпуса было прикрытие от ударов с воздуха центра нефтедобывающего района СССР города Баку и окружающих его промыслов, а также нефтеперевозок по железной дороге в восточной части Закавказья и морем в юго-западной части Каспия.
В июне 1954 на базе Бакинского района ПВО был образован оперативное объединение Войск ПВО Бакинский округ противовоздушной обороны.

## Состав и оснащение
| Изображения | Название              | Страна изготовления | Тип                                                 | Количество        | Примечание |
| Комплексы   | Комплексы             | Комплексы           | Комплексы                                           | Комплексы         | Комплексы |
| ----------- | --------------------- | ------------------- | --------------------------------------------------- | ----------------- | --- |
|             | С-300ПМУ2 «Фаворит»   | Россия              | Зенитная ракетная система среднего радиуса действия | 2 дивизиона 16 ПУ | Впервые С-300 ПВО Азербайджана было показано на военном параде 26 июня 2011 года в Баку. В 2010 году поставлена 2 дивизиона в 2011 1 дивизион. Также куплена 112 ракет 48Н6У2/СА-10Е.           |
|             | Барак-8MX             | Израиль             | Зенитная ракетная система                           | 3 дивизион 9 п.у. | Контракт между Израилем и Азербайджаном был подписан в 2011 году. Также было закуплено 75 ракет к системе Барак-8. А также Spyder                                                               |
|             | С-125-2ТМ «Печора-ТМ» | СССР Беларусь       | Зенитная ракетная система малого радиуса действия   | до 54 ПУ          | 54 ед. модернизированы Белоруссией до уровня С-125-ТМ «Печора-2Т» в 2009-2014г. |
|             | Бук-М1-2/Бук-МБ       | СССР                | Зенитный ракетный комплекс                          | 18 ПУ             | |
|             | С-200                 | СССР                | Зенитная ракетная система дальнего радиуса действия | 4 ПУ              | |
|             | Т38 «Стилет»          | Беларусь            | Зенитный ракетный комплекс                          | 2 батареи         | Начальник отдела компании «Тетраэдр» Игорь Новик в беседе с белорусскими журналистами заявил, что в Азербайджан были поставлены две батареи «Стилетов», сейчас выполняется более крупный заказ. |
|             | SPYDERSR              | Израиль             | Зенитный ракетный комплекс                          | н.д.              | В 2012 году Азербайджан закупил у Израиля вооружений на сумму в $1,6 млрд в том числе и SPYDERSR                                                                                                |

## Радиолокационные станции

### Габалинская РЛС
Один из крупнейших и наиболее известных военных объектов, доставшийся Азербайджану после распада СССР — Габалинская РЛС, входившая в советскую глобальную систему раннего предупреждения о ракетном нападении. Радиолокационная станция типа «Дарьял» была построена в 1977—1987 годах и имела радиус действия свыше 6000 км. После обретения Азербайджаном независимости и перехода РЛС в его собственность Россия продолжила её использование на условиях аренды по десятилетнему соглашению от 2002 года. Согласно этому договору, Габалинская РЛС имела статус информационно-аналитического центра (ИАЦ), деятельность которого не могла быть направлена (прямо или косвенно) против суверенитета и интересов безопасности Азербайджана. По договору количество персонала ИАЦ не превышало 1500 человек. Противовоздушное прикрытие информационно-аналитического центра осуществлялось ПВО Азербайджана, которым российская сторона обязалась помогать в модернизации. За аренду объекта Россия платила Азербайджану 7 млн долларов США в год. К началу 2011 года на станции были проведены работы по продлению технического ресурса, началась модернизация элементов.
В 2012 году срок аренды истёк, и, ввиду того, что стороны не договорились об арендной стоимости (Баку требовал увеличить её до $300 млн в год), РФ приостановила эксплуатацию РЛС. В 2013 году оборудование было демонтировано и вывезено в Россию, российские военнослужащие покинули гарнизон, и объект был передан Азербайджану. В 2014 году он был снят с баланса Вооружённых сил Азербайджана.

### EL/M-2080 Green Pine
EL/M-2080 Green Pine (на иврите: אורן ירוק, произносится [oʁen jaʁok]) является израильской наземной противоракетной обороны. Радар производства Elta, дочерней компании Израиля Aerospace Industries  c обороны Израиля, который совместно финансируется и производится с Соединенными Штатами.  Green Pine  работает в сфере поиска, обнаружения, отслеживания и наведения ракет режимах одновременно, способный обнаруживать цели на дальности до 500 км (310 миль), и может отслеживать до 30 целей на скоростей более 3000 м / с (10000 футов / с). Радар освещает истинную цель и направляет ракеты с точностью до 4 м. Эффективная излучаемая мощность (ERP) от Green Pine также делает возможным направленной энергии, фокусируясь импульсов радиолокационной энергии на цель ракет. Радиолокационная система включает в себя 9 м (30 футов) в ширину и 3 м (9,8 футов) прицеп вращающийся антенной решетки, системы питания, системы охлаждения и центра радиолокационного контроля.

### PЛC 80К6M
Мобильная РЛС 80К6М предназначена для использования в составе радиотехнических и зенитно-ракетных подразделений войск ПВО, выдачи целеуказания зенитным ракетным войскам.PЛC 80К6M – наиболее современная разработка предприятия, запущенная в серийное производство. В отличие от предыдущей станции 80К6, освоенной НПК «Искра», РЛС 80К6М имеет более широкую зону обзора – до 55 градусов, что позволяет обнаруживать баллистические цели. Индикаторная дальность PЛC 80К6M - 400 км. Кроме того, «РЛС 80К6M имеет в пять раз меньшее, чем станция 80К6, время готовности при переходе с марша (время развертывания) - 6 минут и размещается только на одной транспортной единице, выполненной на шасси повышенной проходимости».26 июня 2013 года на военном параде в Баку, во время показа военной техники была продемонстрированная мобильная трехкоординатная радиолокационная станция кругового обзора РЛС 80K6M. РЛС 80K6M прошла в едином порядке с система противовоздушной обороны типа "Буки-МБ", которые в свою очередь были поставлены из Белоруссии, где они прошли модернизацию при участии украинских специалистов.

### ELM-2288 AD-STAR и ELM-2106NG.
Состоят на вооружении Пво Азербайджана
Aerospace Industries два радара ELM-2288 AD-STAR и ELM-2106NG, которые могут быть использованы как в мирных так и в военных целях, как передают военные эксперты .
Согласно информации Израиля и Азербайджана , эти радары с высокой точностью показывают объекты на расстоянии до 480 км.
Радар ELM-2106NG предназначен для обнаружения низколетящих военных самолетов, вертолетов и беспилотных аппаратов на расстоянии до 90 км 

## Международное сотрудничество
В 2006 году было объявлено о планах США по модернизации одной радиолокационной станции возле иранской границы в Лерике и другой неподалёку от границы с Грузией в Агстафе. Совместная работа также началась на двух радиолокационные станциях на российско-азербайджанской и ирано-азербайджанской границе для мониторинга акватории Каспийского моря.